# Monti Beschidi

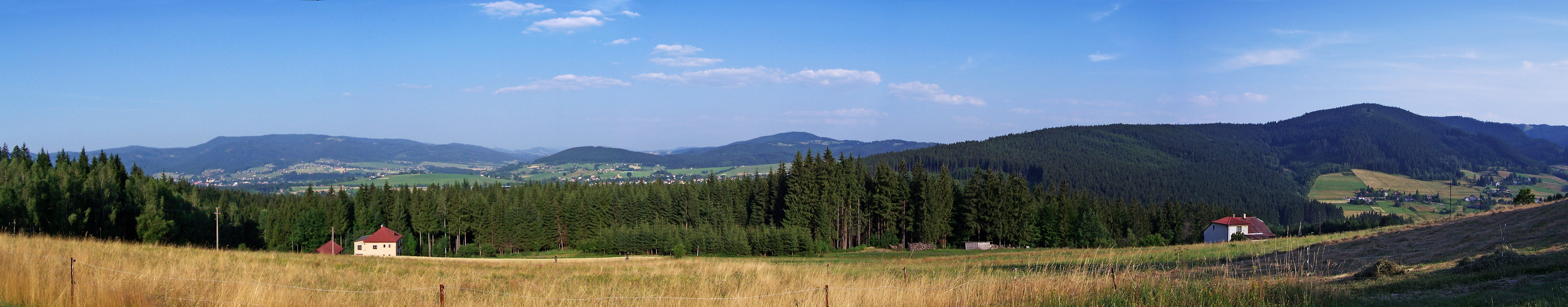
Panorama dei Beschidi cechi. In lontananza, al centro, si può vedere la Polonia.

I Monti Beschidi (in polacco: Beskidy, in ceco e slovacco: Beskydy, in ucraino Бескиди/Beskydy) sono una denominazione tradizionale della porzione dei Carpazi che segna il confine tra la Polonia e la Slovacchia.

## Caratteristiche
I Beschidi si sviluppano lungo un arco con lunghezza di 600 km e larghezza di 50–70 km, attraversando da ovest a est la Repubblica Ceca, la Slovacchia, la Polonia e l'Ucraina, e dividendo i bacini idrografici dell'Oder e della Vistola (Mar Baltico) a nord da quello del Danubio (Mar Nero) a sud. Le propaggini più occidentali si trovano nella Moravia orientale, mentre il confine orientale dei Beschidi non è chiaramente definito (secondo vecchie fonti, sarebbe la sorgente del Tibisco; secondo opinioni più recenti sarebbe il passo di Užok al confine polacco-ucraino). 
Il nome della montagna più elevata dipende dalla definizione del confine orientale della catena montuosa (o il Tarnica - 1348 m - in Polonia, oppure lo Hoverla - 2060 m - in Ucraina); la più alta cima dei Beschidi occidentali è ad ogni modo Babia Góra/Babia Hora, situata sulla frontiera polacco-slovacca (1.725 m).
I Beschidi fanno parte dei Carpazi Occidentali; solo i Piccoli Beschidi (in lingua slovacca Nízke Beskydy, in polacco Beskid Niski) e i Beschidi situati ad est di questi fanno parte dei Carpazi Orientali.
Il nome della catena montuosa proviene probabilmente da origini dalla lingua della Tracia o dell'Illiria. I Beschidi sono ricchi di foreste e carbone; nel passato erano ricchi di acciaio, con importanti stabilimenti a Ostrava e Třinec.
Presentano molte attrazioni per i turisti, specialmente per gli amanti dello sci.

## Suddivisione

Suddivisione della catena montuosa.

Partendo da ovest ed andando verso est i Beschidi possono essere così suddivisi:
- Beschidi Moravo-Slesiani (Moravskoslezské Beskydy)
- Beschidi Slesiani (Beskid Śląski)
- Beschidi Slovacchi (Slovenské Beskydy)
- (Beskid Maly)
- (Beskid Żywiecki)
- (Gorce)
- (Beskid Wyspowy)
- (Beskid Sądecki)
- Piccoli Beschidi (Beskid Niski; Nízke Beskydy)
- Monti Bieszczady (Bieszczady)